# 陵水胡椒
陵水胡椒（学名：Piper lingshuiense）为胡椒科胡椒属的植物，为中国的特有植物。分布在中国大陆的海南等地，一般生长在林中以及树上，目前尚未由人工引种栽培。